# أنوباما جوكهيل
أنوباما جوكهيل (بالإنجليزية: Anupama Gokhale) هي لاعبة شطرنج هندية، ولدت في 17 مايو 1969 في مومباي في الهند.

## وصلات خارجية
- أنوباما جوكهيل على موقع الاتحاد الدولي للشطرنج (الإنجليزية)
- أنوباما جوكهيل على موقع مباريات الشطرنج (الإنجليزية)
- أنوباما جوكهيل على موقع 365Chess.com (الإنجليزية)
- أنوباما جوكهيل على موقع Chesstempo.com (الإنجليزية)
- أنوباما جوكهيل سجل أولمبياد الشطرنج للسيدات على موقع OlimpBase.org (الإنجليزية)